# Cipriano Pérez y Arias
Cipriano Pérez y Arias, (Heredia, Costa Rica, 8 de diciembre de 1783 - Rivas, Nicaragua, febrero de 1823) fue un político costarricense, firmante del Acta de Independencia de Costa Rica.
Fue bautizado en Heredia el 8 de diciembre de 1783, con el nombre de Cipriano José. Sus padres fueron don José Matías Pérez de Cote y Viera (m. 1815) y doña Feliciana Arias y Ugalde, quienes casaron en Heredia el 25 de abril de 1775. Hermanos suyos fueron José Leandro (1779), Emigdio José (1784), María Rosalía (1787) y María Cayetana (1791) Pérez y Arias.
Casó en Heredia el 30 de abril de 1804 con Juana de Jesús Reyes y Porras, hija de Pablo José Reyes y Jiménez y Ramona Engracia Porras y González de León. Hijos de este matrimonio fueron José María de la Concepción (1810), Ramona de la Trinidad (1812), Ana Josefa (1814-1816), Salvadora (1816-1900), Antonio de las Mercedes (1818), Juan Tiburcio (1820, gemelo), Susana de los Dolores (1820, gemela) y Cipriano de Jesús Pérez y Reyes.
Se dedicó principalmente a actividades agropecuarias y ocasionalmente a la función pública.
Fue elector parroquial de Heredia en 1812 y 1813, y alcalde segundo de la población en 1819.
El Ayuntamiento de la villa de Heredia lo designó el 22 de octubre de 1821 como su representante en la Junta de Legados de los Pueblos que se reunió en Cartago del 25 al 26 de octubre de 1821 para discutir sobre la independencia de Costa Rica de España. Asistió el 29 de octubre de 1821 a la sesión del Ayuntamiento de Cartago en la que se suscribió el Acta de Independencia de Costa Rica, de la cual también fue signatario.